# Jahbulon
Jahbulon, Jabulon oder Jubela-o-um ist ein Wort, das insbesondere in einigen Ritualen der Royal-Arch-Freimaurerei benutzt wurde oder noch wird. 
Das Wort beschreibt den mystischen Namen der drei Gesellen „Jubela“, „Jubelo“, „Jubelum“, die in einer Legende Hiram Abif ermorden. Der Name soll dabei vom hebräischen „Jobel“, der Trompete abgeleitet sein, mit der im hebräischen Ritus die Jahreswiederkehr verkündet wurde.
Nach französischem Ritus heißen die drei Gesellen Giblon, Giblas und Giblos.

## Ordo Templi Orientis
Gemäß Francis X. King wurde das Wort zusätzlich in Ritualen des Ordo Templi Orientis benutzt, als Aleister Crowley verschiedene Freimaurer-Gruppen kontaktierte.